# 信和中心

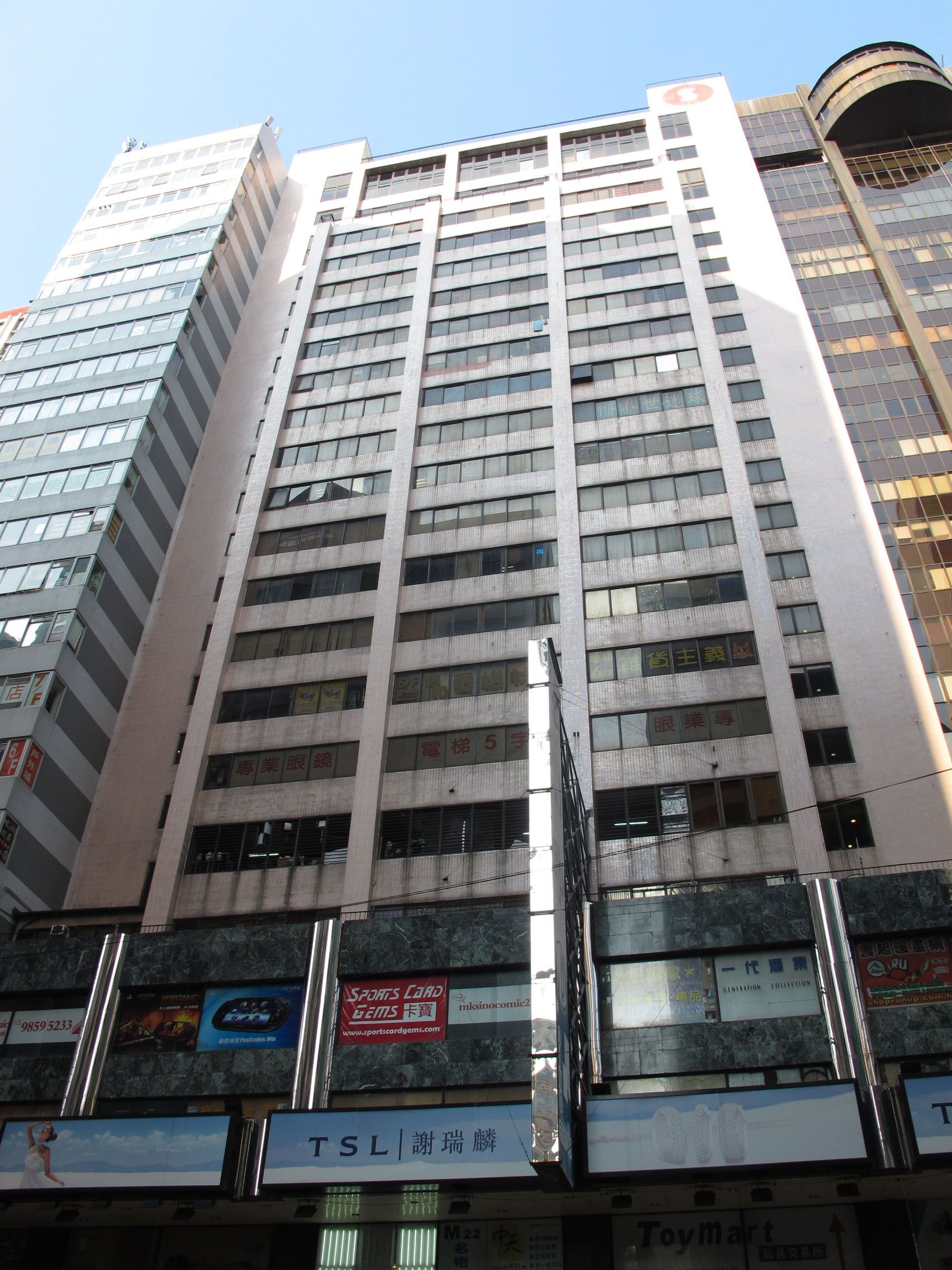
位於彌敦道的信和中心

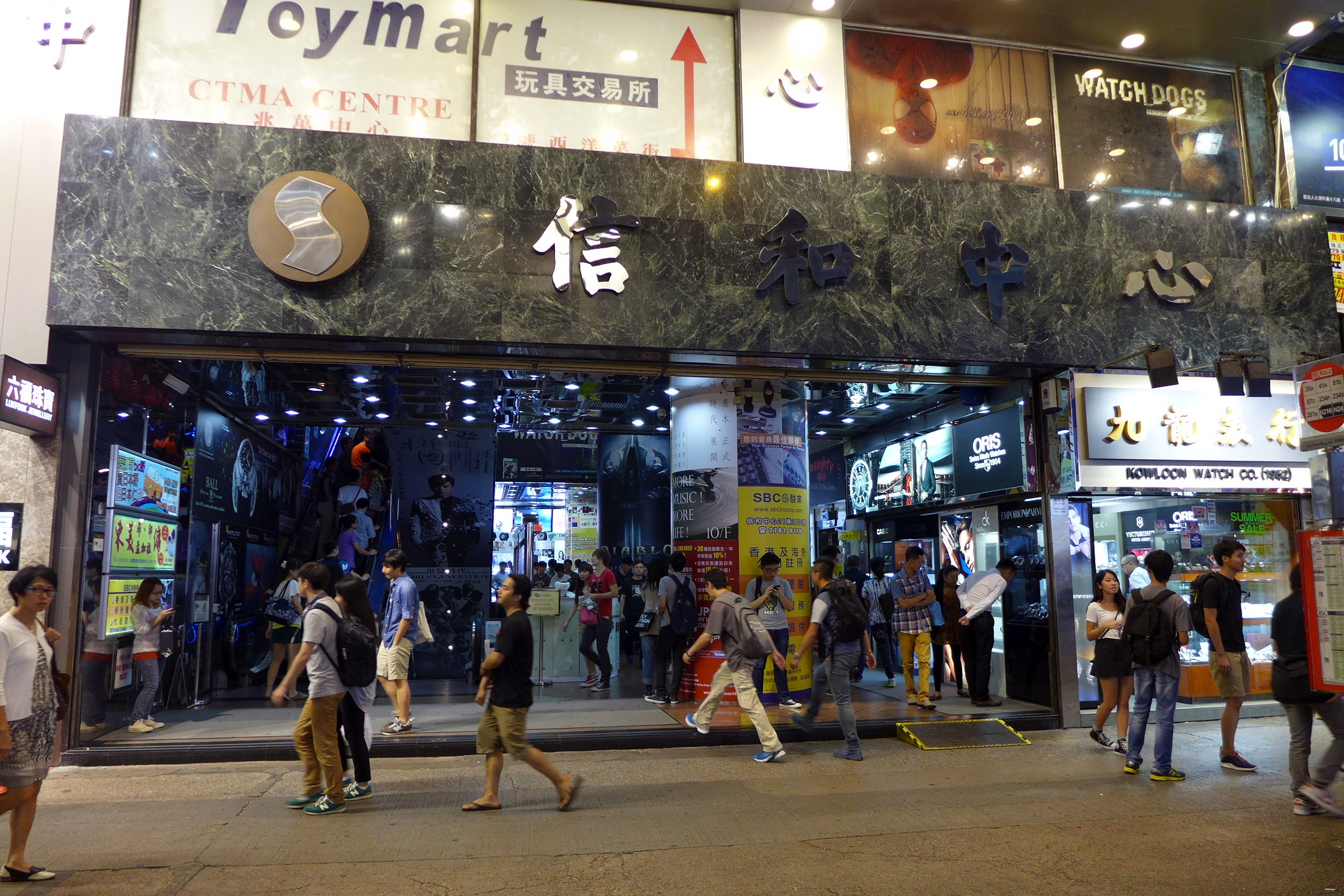
信和中心入口

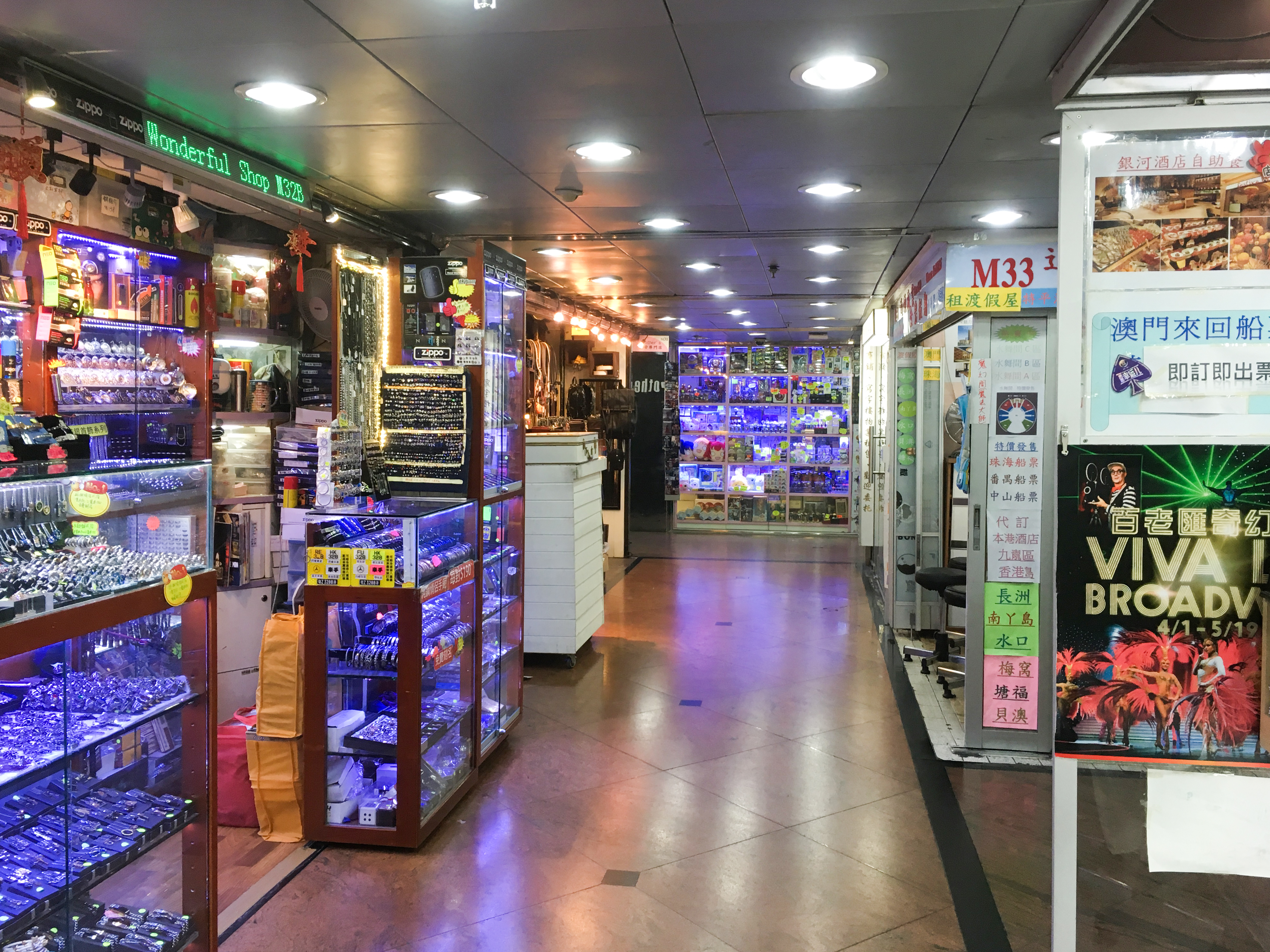
信和中心內的商店

信和中心（英語：Sino Centre）位於香港九龍旺角彌敦道582-592號，是一座商業大廈，由信和置業發展，王歐陽建築師事務所設計，良友建築承建，於1979年落成，現由九龍建業持有。信和中心低層2樓、1樓、M樓、地面及地庫作為商場，以銷售潮流產品而聞名，對象以年青人為主，如日本的動畫、漫畫、電子遊戲、小說、雜誌、唱片、寫真集、運動鞋、手錶、雜貨精品等。雖然信和集團已出售物業多年，但門口招牌及大廈牆身的信和集團標誌並沒有移除。

## 歷代轉變
信和中心所在地過去是1920-30年代開業的東方煙廠（Orient Tobacco Manufactory of Hongkong）故址，該廠位置在今天信和中心和兆萬中心一帶，並被彌敦道、豉油街和登打士街圍繞，附近的煙廠街即因東方煙廠而得名。
1990年代，信和中心售賣明星相片的店舖成行成市，當時有所謂「信和指數」，即是明星相片在信和中心的銷量，銷量越高，證明人氣越高，越受愛好者的歡迎。
由於信和中心多年來都是唱片及漫畫集中地，所以很多唱片及漫畫首批發行都會送至信和中心。另外信和中心也有中古唱片、電玩軟件、郵票及漫畫雜誌買賣，也有店舖經營離島渡假屋租賃。
但自1990年代末開始，信和中心曾經充斥著售賣盜版與色情光碟的店舖，甚至淪為坊間流傳的，與好景商業中心、星際城市合稱「旺角三大鹹碟（色情光碟）場」之一。但經過香港警方和香港海關於2004年開始的不斷掃蕩及大業主信和置業的改善下，目前商場內已甚少售賣色情電影光碟的店舖，但仍有少量店舖有售賣十八禁遊戲。
2000年代開始隨着互聯網及寬頻技術普及，加上色情品封面不對內容等，相關盜版影碟絕跡。
自2007年開始，部份商店轉而多售賣潮流商品，吸引到不少年輕人聚集。「信和等」、「行信和」（意思是逛信和商場）等詞彙亦漸漸在年輕人之間流行，「行信和」更成為一些動漫愛好者前往旺角的必備節目。
近年來，因樓上舖的趨勢，信和中心在3樓以上，原本屬於寫字樓的單位都陸續租予不同行業。除了中古唱片及漫畫雜誌買賣之外，亦有旅行社、醫務所、零售批發等等。
2012年8月1日，現代教育以1750萬元購入信和中心1001至1003室，擬作租賃用途。

## 重大事件

### 金行劫案
1993年1月6日下午12時20分，三名蒙面包括葉繼歡等劫匪手持AK-47自動步槍，打劫位於信和中心的謝瑞麟珠寶金行，劫走價值超過300萬的金飾。賊人逃走期間，多次沿彌敦道掃射，一名女途人被流彈擊中喪生，另一名到場的警員亦中槍受傷。警方設置路障及跟蹤賊車，先後與賊人於窩打老道與佛光街展開槍戰，其中一名賊人於家維邨被警員擊斃，其餘賊人則逃去無蹤。
隸屬於皇家香港警察的特別任務連（綽號：飛虎隊）曾經奉召協助搜捕，但由於賊人逃逸，行動被迫取消。

## 流行文化
香港獨立樂隊my little airport以信和中心地庫的唱片店為題材，創作歌曲《去信和賣碟》。

## 外部連結
- 信和中心 （页面存档备份，存于）

22°18′58″N 114°10′13″E / 22.3160999999997°N 114.170300000008°E